# Pushead
 (août 2025).
Pushead, de son vrai nom Brian Schroeder est un artiste californien célèbre pour ses pochettes de groupe Punk et hardcore tels que les Black Flag, les Misfits, ou encore Metallica. C'est une personnalité de la scène punk, ayant lui-même été chanteur du groupe Septic Death et ayant écrit et dessiné pour des fanzines comme Maximumrocknroll.
Ses travaux sont reconnaissables par un style particulier mêlant gore et horrifique.
Pushead est de la génération de l'âge d'or du skateboard américain, ce qui l'a d'ailleurs amené à mettre son art au service de fabricants de planches tels que Zorlac, Zephyr, et Zero.
Il a également réalisé de nombreuses versions de designer toys, comme les skullpirates, skullcaptains et a collaboré avec l'artiste américain KAWS sur plusieurs versions de son compagnon.